# Qasim Abbas Khan
Qasim Abbas Khan é um político paquistanês e membro eleito da Assembleia Provincial de Punjab.
Khan foi eleito para a Assembleia Provincial de Punjab do círculo eleitoral PP-222 nas eleições de 2018 como candidato independente. Ele derrotou Sohail Ahmed Noon do Movimento Paquistanês pela Justiça. Khan obteve 38.327 votos, enquanto o seu rival mais próximo obteve 31.893 votos.